# Клод Коен-Тануђи
Клод Коен-Тануђи (фр. Claude Cohen-Tannoudji; Константин, 1. април 1933) је француски физичар, који је 1997. године, заједно са Стивеном Чуом и Вилијамом Филипсом, добио Нобелову награду за физику „за развој метода за хлађење и хватање атома помоћу ласерске светлости”.